# Asbach, Neuwied
Asbach là một đô thị thuộc huyện Neuwied, trong bang Rheinland-Pfalz, phía tây nước Đức. Đô thị Asbach, Neuwied có diện tích 38,59 km², dân số thời điểm ngày 31 tháng 12 năm 2006 là 7051 người. Đô thị này tọa lạc ở Westerwald, cự ly khoảng 25 km về phía bắc của Neuwied, và 25 km về phía đông nam của Bonn.
Asbach là thủ phủ của Verbandsgemeinde ("đô thị tập thể") Asbach.